# Wereldbeker schaatsen 2012/2013 - Wereldbeker 7
De Wereldbeker schaatsen 2012/2013 Wereldbeker 7 was de zevende wedstrijd van het wereldbekerseizoen die 9 en 10 februari 2013 plaatsvond op de Max Aicher Arena in Inzell, Duitsland.

## Tijdschema
| Datum               | Tijd  | Onderdeel                                       |
| ------------------- | ----- | ----------------------------------------------- |
| Zaterdag 9 februari | 12:10 | 1500 m vrouwen 5000 m mannen massastart vrouwen |
| Zondag 10 februari  | 11:00 | 1500 m mannen 3000 m vrouwen massastart mannen  |

## Belgische deelnemers
| 1500m      | Mannen  | Bart Swings    | A              |              |   |                |   |  |  |  |  |
| 1500m      | Vrouwen | Jelena Peeters | B              |              |   |                |   |  |  |  |  |
|            |         |                |                |              |   |                |   |  |  |  |  |
| 5000m      | Mannen  | Bart Swings    | A              | Ferre Spruyt | B | Maarten Swings | B |  |  |  |  |
| 3000m      | Vrouwen | Jelena Peeters | A              |              |   |                |   |  |  |  |  |
| Massastart | Mannen  | Ferre Spruyt   | A              | Bart Swings  | A | Maarten Swings | B |  |  |  |  |
| Massastart | Vrouwen | Jelena Peeters | Jelena Peeters |              |   |                |   |  |  |  |  |

De beste Belg per afstand wordt vet gezet

## Nederlandse deelnemers
| Afstand    | Geslacht | Deelnemers, A- of B-groep | Deelnemers, A- of B-groep | Deelnemers, A- of B-groep | Deelnemers, A- of B-groep | Deelnemers, A- of B-groep | Deelnemers, A- of B-groep | Deelnemers, A- of B-groep | Deelnemers, A- of B-groep | Deelnemers, A- of B-groep | Deelnemers, A- of B-groep |
| ---------- | -------- | ------------------------- | ------------------------- | ------------------------- | ------------------------- | ------------------------- | ------------------------- | ------------------------- | ------------------------- | ------------------------- | ------------------------- |
| 1500m      | Mannen   | Stefan Groothuis          | A                         | Mark Tuitert              | A                         | Koen Verweij              | A                         | Maurice Vriend            | A                         | Pim Schipper              | B                         |
| 1500m      | Vrouwen  | Marije Joling             | A                         | Marrit Leenstra           | A                         | Diane Valkenburg          | A                         | Linda de Vries            | A                         | Ireen Wüst                | A                         |
|            |          |                           |                           |                           |                           |                           |                           |                           |                           |                           |                           |
| 5000m      | Mannen   | Jan Blokhuijsen           | A                         | Jorrit Bergsma            | A                         | Bob de Jong               | A                         | Sven Kramer               | A                         | Bob de Vries              | A                         |
| 3000m      | Vrouwen  | Marije Joling             | A                         | Diane Valkenburg          | A                         | Linda de Vries            | A                         | Annouk van der Weijden    | B                         | Ireen Wüst                | A                         |
|            |          |                           |                           |                           |                           |                           |                           |                           |                           |                           |                           |
| Massastart | Mannen   | Jorrit Bergsma            | A                         | Christijn Groeneveld      | A                         | Arjan Stroetinga          | A                         |                           |                           |                           |                           |
| Massastart | Vrouwen  | Mariska Huisman           | Mariska Huisman           | Rixt Meijer               | Rixt Meijer               | Irene Schouten            | Irene Schouten            |                           |                           |                           |                           |

De beste Nederlander per afstand wordt vet gezet

## Podia

### Mannen
| Wedstrijd  | Goud                       | Tijd       | Zilver                 | Tijd    | Brons                          | Tijd    |
| 1500 m     | Denis Joeskov Rusland      | 1.46,07    | Zbigniew Bródka Polen  | 1.46,09 | Brian Hansen Verenigde Staten  | 1.46,14 |
| 5000 m     | Sven Kramer Nederland      | 6.11,79 BR | Bob de Jong Nederland  | 6.14,08 | Jorrit Bergsma Nederland       | 6.14,55 |
| Massastart | Arjan Stroetinga Nederland | 38 pnt.    | Haralds Silovs Letland | 23 pnt. | Christijn Groeneveld Nederland | 15 pnt. |

### Vrouwen
| Wedstrijd  | Goud                   | Tijd    | Zilver                        | Tijd    | Brons                       | Tijd    |
| 1500 m     | Ireen Wüst Nederland   | 1.55,95 | Diane Valkenburg Nederland    | 1.56,42 | Jekaterina Sjichova Rusland | 1.57,07 |
| 3000 m     | Ireen Wüst Nederland   | 4.02,23 | Diane Valkenburg Nederland    | 4.05,31 | Martina Sáblíková Tsjechië  | 4.05,41 |
| Massastart | Kim Bo-reum Zuid-Korea | 31 pnt. | Francesca Lollobrigida Italië | 19 pnt. | Mariska Huisman Nederland   | 14 pnt. |